# Filibert
Filibert – imię męskie pochodzenia germańskiego. Złożone jest ze słów filu - „dużo, wiele” i beraht - „błyszczący”. 
Filibert imieniny obchodzi 20 sierpnia.
Żeński odpowiednik: Filiberta
Znane osoby noszące imię Filibert:
- Filiberto Ascuy (ur. 1972) – kubański zapaśnik
- Filbert Bayi – tanzański lekkoatleta, rekordzista świata z 1974
- Filisberto Nova – piłkarz z Wysp Świętego Tomasza i Książęcej
- Philibert Orry (1689–1747) – francuski mąż stanu
- Emanuel Filibert – książę Sabaudii w latach 1553–1580
- Rudolph Valentino, właśc. Rodolfo Alfonso Raffaello Piero Filiberto Guglielmi di Valentina d’Antoguolla – włoski aktor filmowy